# Calotelea bicolor
Calotelea bicolor är en stekelart som beskrevs av Lubomir Masner 1980. Calotelea bicolor ingår i släktet Calotelea och familjen Scelionidae. Inga underarter finns listade.